# Вэньчэн-ди (Северная Вэй)
(Северно-)Вэйский Вэньчэн-ди (кит. трад. (北)魏文成帝), личное имя Тоба Цзюнь (кит. трад. 拓拔濬, 440—465) — сяньбиец, правитель государства Северная Вэй. Храмовое имя — Гао-цзун (高宗).

## Биография
Родился в 440 году, когда его отец Тоба Хуан был наследником престола императора Тайу-ди; матерью была сестра генерала Юйцзюлюй Пи — члена правящей фамилии Жужаньского каганата, сдавшегося Северной Вэй. Дед-император очень любил маленького Тоба Цзюня, и часто брал его с собой даже в военные походы. Евнух Цзун Ай, ненавидя Тоба Хуана, в 451 году обвинил ряд его приближённых в преступлениях. Император, поверив этим обвинениям, казнил их; Тоба Хуан впал после этого в глубокую депрессию, и летом 451 года скончался. Опасаясь последствий, весной 452 года Цзун Ай убил Тоба Тао и издал фальшивый указ от имени императрицы о возведении на престол одного из младших сыновей императора — Тоба Юя. Когда семь месяцев спустя Тоба Юй решил попытаться взять власть в свои руки, Цзун Ай организовал и его убийство. Тогда Дугу Ни, Юань Хэ, Баба Кэхоу и Булюгу Ли устроили переворот, казнили Цзун Ая и возвели на престол 12-летнего Тоба Цзюня; его покойный отец Тоба Хуан посмертно также получил императорский титул.
Сразу после этого между высшими сановниками государства началась ожесточённая борьба за власть и высокие посты; влиял ли на неё молодой император — неизвестно (хотя указы о назначениях и казнях издавались, естественно, от его имени). В 453 году император, будучи буддистом, официально прекратил преследование буддизма, введённое в 445 году; однако, следуя установленной тогда же традиции, весной 454 года он публично получил даосские амулеты. Во искупление грехов по отношению к буддизму началось возведение буддийских статуй в пещерных гротах Юньган.
Зимой 458 года император предпринял крупное наступление на жужаней; сообщение об успехе его похода было высечено на камне. Летом 460 года были отправлены войска против государства Тогон, однако хотя в походе и удалось захватить большое количество скота, но сами тогонцы бежали в горы.
Летом 465 года император скончался, и на престол взошёл его сын Тоба Хун.

## Девизы правления
- Синъань (興安) (452—454)
- Сингуан (興光) (454—455)
- Тайань (太安) (455—459)
- Хэпин (和平) (460—465)